# 比利·巴伯
比利·巴伯（英語：Billy Barber，1928年—2004年6月），澳大利亚男子拳击运动员。他曾代表澳大利亚参加1950年大英帝国运动会拳击比赛，获得男子60公斤级银牌。他也曾参加1948年夏季奥运会。